# Paul Frankeur
Paul Frankeur (* 29. Juni 1905 in Paris; † 27. Oktober 1974 in Nevers) war ein französischer Schauspieler.

## Leben
Paul Frankeurs künstlerische Karriere begann als Kabarettist. Ab Anfang der 40er Jahre trat Frankeur im Kinofilm auf. Er war einer der am meisten beschäftigten Filmschauspieler seiner Generation in Frankreich und spielte mehrfach zusammen mit Jean Gabin. Unter den letzten Filmen, in denen er auftrat, sind besonders einige Produktionen des Regisseurs Luis Buñuel von Bedeutung.

## Filmografie (Auswahl)
- 1943/45: Kinder des Olymp (Les enfants du Paradis)
- 1946: Hier irrte die Justiz (Contre-enquête)
- 1949: Tatis Schützenfest (Jour de fête)
- 1952: Das Bankett der Schmuggler (Le Banquet des fraudeurs)
- 1953: Hélène Boucher: Ein Fliegerleben (Horizons sans fin)
- 1953: Thérèse Raquin – Du sollst nicht ehebrechen (Thérèse Raquin)
- 1954: Wenn es Nacht wird in Paris (Touchez pas au Grisbi)
- 1954: Vor der Sintflut (Avant le déluge)
- 1955: Mädchen in schlechter Gesellschaft (Le crâneur)
- 1955: Razzia in Paris (Razzia sur la chnouf)
- 1955: Der Weg ins Verderben (Des gens sans importance)
- 1955: Die schwarze Akte (Le dossier noir)
- 1955: Küsse, Kugeln und Kanaillen (Je suis un sentimental)
- 1956: Mord am Montmartre (Reproduction interdite)
- 1956: Schrei des Gewissens (Les assassins de dimanche)
- 1956: Vulkan im Blut (Le sang à la tête)
- 1957: Auge um Auge (Œil pour œil)
- 1957: Die Nacht bricht an (Le rouge est mis)
- 1958: Das Raubtier rechnet ab (Le fauve est lâché)
- 1958: Eine Kugel im Lauf (Une balle dans le canon)
- 1958: Im Mantel der Nacht (Le désordre et la nuit)
- 1958: Marie-Octobre
- 1959: Im Kittchen ist kein Zimmer frei (Archimède, le Clochard)
- 1959: Maigret kennt kein Erbarmen (Maigret et l’affaire Saint Fiacre)
- 1959: Wiesenstraße Nr. 10 (Rue des prairies)
- 1959: Wollen Sie mit mir tanzen? (Voulez-vous danser avec moi?)
- 1960: Das Haus in der Via Roma (La viaccia)
- 1960: Einer sticht ins Wespennest (Le panier aux crabes)
- 1962: Ein Affe im Winter (Un singe en hiver)
- 1962: Ein Herr aus besten Kreisen (Le gentleman d‘Epsom)
- 1964: Nick Carter schlägt alles zusammen (Nick Carter va tout casser)
- 1965: Herr auf Schloß Brassac (Le Tonnerre de Dieu)
- 1966: Der zweite Atem (Le deuxième souffle)
- 1969: Die Milchstraße (La voie lactée)
- 1969: Der Mann im roten Rock (Mon oncle Benjamin)
- 1972: Der diskrete Charme der Bourgeoisie (Le charme discret de la bourgeoisie)
- 1974: Das Gespenst der Freiheit (Le fantôme de la liberté)
- 1974: Der Schrei des Herzens (Le cri du cœur)